# Spastica sphaerodera
Spastica sphaerodera es una especie de coleóptero de la familia Meloidae.

## Distribución geográfica
Habita en Argentina.